# Ariton Nedelcu
Ariton Nedelcu (n. 2 iunie 1922, Bârlad) este un deputat român în legislatura 1990-1992, ales în județul Dolj pe listele partidului PNL. Ariton Nedelcu a fost membru în grupurile parlamentare de prietenie cu Regatul Spaniei, Franța și Canada. 